# Бекерев, Георгий Игнатьевич
Георгий Игнатьевич Бекерев (20 декабря 1911, с. Дранка, Петропавловский уезд, Камчатская область, Российская империя — 14 мая 1959) — советский партийный и государственный деятель, председатель исполкома Корякского окружного Совета (1953—1959).

## Биография
Родился в семье рыбака и охотника. Вскоре семья переехала в село Ука. В 1923 г. родители вступили в рыболовецкую артель. Трудовую деятельность он начал с 14 лет в колхозе им. Левченко.
С 1931 г. учился в Петропавловск-Камчатском педагогическом техникуме. В 1948 г. окончил Хабаровскую партийную школу.
Член ВКП(б) с 1942 г.
В 1936—1943 гг. —  заведующий Карагинским районным отделом торговли,
В 1943 г. был утвержден председателем исполнительного комитета Карагинского районного Совета Корякского национального округа.
В 1950—1953 гг. — второй секретарь Корякского окружного комитета ВКП(б),
С 1953 г. — председатель исполнительного комитета Корякского окружного Совета. Внес значительный вклад в развитие всех отраслей народного хозяйства Корякского округа, особенно в становление сельскохозяйственного производства. 
Избирался депутатом Верховного Совета СССР 3-го и 4-го созывов.

## Награды и звания
Был орденами Ленина и «Знак Почета», а также медалью «За доблестный труд в Великой Отечественной войне 1941—1945 гг.».